# Helixanthera
Helixanthera är ett släkte av tvåhjärtbladiga växter. Helixanthera ingår i familjen Loranthaceae.

## Dottertaxa tillHelixanthera, i alfabetisk ordning[1]
- Helixanthera alata
- Helixanthera balansae
- Helixanthera beccarii
- Helixanthera brevicalyx
- Helixanthera cleghornii
- Helixanthera coccinea
- Helixanthera crassipetala
- Helixanthera cylindrica
- Helixanthera ensifolia
- Helixanthera flabellifolia
- Helixanthera garciana
- Helixanthera guangxiensis
- Helixanthera hookeriana
- Helixanthera huillensis
- Helixanthera intermedia
- Helixanthera kirkii
- Helixanthera lambertiana
- Helixanthera lepidophylla
- Helixanthera ligustrina
- Helixanthera mannii
- Helixanthera maxwelliana
- Helixanthera obtusata
- Helixanthera odorata
- Helixanthera parasitica
- Helixanthera parishii
- Helixanthera periclymenoides
- Helixanthera pierrei
- Helixanthera pulchra
- Helixanthera sampsonii
- Helixanthera schizocalyx
- Helixanthera scoriarum
- Helixanthera sessiliflora
- Helixanthera setigera
- Helixanthera spathulata
- Helixanthera spicata
- Helixanthera subalata
- Helixanthera subligustrina
- Helixanthera terrestris
- Helixanthera tetrapartita
- Helixanthera thomsonii
- Helixanthera wallichiana
- Helixanthera verruculosa
- Helixanthera woodii